# Патріарх (християнство)

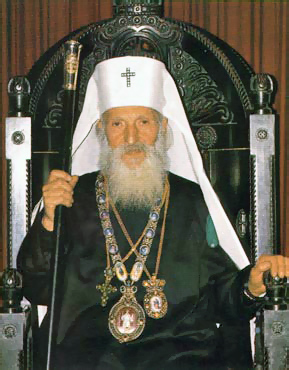

Патріа́рх (дав.-гр. πατριάρχης — перший серед батьків; від ἀρχή — верховний та πατήρ — батько) — найвищий титул голови самостійної (автокефальної) церкви в православ'ї, ряді орієнтальних православний церков та помісної (самоуправної) у східних церквах, з'єднаних з Римським престолом.

## Опис
У Старому Заповіті патріархами називаються вожді племен. У Новому Заповіті ця назва відноситься до всіх синів Якова, до Давида і Авраама.
У юдаїзмі у I—V ст., після падіння Єрусалима, так йменувалися голови юдейських общин в Іранській та Римській державах, осідок яких був відповідно у Вавилоні та Тиверіаді.
У християнстві в IV ст. титул П. вживався як почесне ім'я найшанованіших єпископів і митрополитів.
У V ст. патріарх отримав статус найвищої посади в церковній ієрархії. Вирішальне значення в формуванні та визначенні кордонів церков мав поділ Римської імперії на округи (дієцезії) та провінції (єпархії), що до певної міри збігався з національними межами. Відповідно в кордонах дієцезій формувалися великі об'єднання громад. Права більших митрополитів — Риму, Александрії, Антіохії та ін. закріпив Перший Вселенський собор (325), а Другий Вселенський собор (381) надав Константинопольському престолові перевагу честі перед іншими, але після Риму. Вперше патріархами йменовано єпископів Риму, Константинополя, Алексадрії, Антіохії, Єрусалиму в канонах Четвертого Вселенського собору (451). Інші екзархи Сходу — Кесарії Кападокійської (Понту), Ефесу (Азії), Гераклеї (Фракії) тоді ж були підпорядковані Константинопольському престолові, а примаси Заходу — Медіолану, Аквілеї, Равенни, Карфагену та ін. — з часом підпали під владу Риму і втратили свій надєпископський статус.
Сьогодні патріархами є голови Російської, Сербської, Румунської, Болгарської, Грузинської православних автокефальних церков, голови давньосхідних дохалкідонських (монофізитських і нестеріанських) церков, голови східних церков (Коптської, Сирійської, Халдейської, Вірменської), з'єднаних з Римським престолом.
Глава Української православної церкви мав права і привілеї надєпископської гідності (екзарха, примаса), але традиційно іменувався митрополитом. Наприкінці XVI ст. дебатувалася можливість переїзду Константинопольського Патріарха в Україну, а в XVII ст. за митрополитів Петра Могили та Велямина Рутського обговорювався проєкт поставлення патріархату в Києві.
У XIX ст. Ватикан і уряд Австро-Угорщини двічі (1843, 1888) дискутували про утворення патріархату для всіх греко-католиків імперії, що викликало опір уряду Угорщини та Угорського єпископату. Митрополит Андрей Шептицький з ідеєю підпорядкування греко-католиків Київському патріархові пов'язував відновлення церковної єдності в Україні. 11 листопада 1963 року митрополит Йосиф Сліпий у виступі на Другому Ватиканському соборі (1963—1965) задекларував патріаршу гідність голови УГКЦ. 23 грудня 1963 року Конґреґація Східних Церков підтвердила, що митрополит Львова є Верховним архієпископом, а Декрет про Східні католицькі церкви, прийнятий на другому Ватиканському соборі, зрівняв у правах і почестях верховного архієпископа з Патріархом.
12 липня 1975 року в Римі під час літургії в соборі святого Петра митрополита Йосифа Сліпого іменовано «Патріархом Йосипом», що не було підтверджено Римським престолом. Львівський синод УГКЦ (16—31 травня 1992) звернувся до Папи Івана Павла II з проханням, щоб він «здійснив постанови Другого Ватиканського собору і створив Києво-Галицький Патріархат для Української греко-католицької церкви».
Перший Всеукраїнський православний церковний собор (14—30 жовтня 1921) Української автокефальної православної церкви (УАПЦ) встановив титул «Митрополит Київський і всієї України». Голова Директорії УНР Симон Петлюра 19 грудня 1921 року висловився за необхідність патріаршого престолу в Києві як завершення ієрархічної структури УАПЦ.
Всеукраїнський собор УАПЦ 5–6 червня 1990 р. обрав першим Патріархом Київським і Всієї України Мстислава Скрипника, інтронізація якого відбулася у Софіївському соборі 18 листопада 1990 року.
Після смерті Патріарха Мстислава в 1993 році Собор УАПЦ 7 вересня 1993 року обрав Патріархом Київським і Всієї України Дмитра (Ярему).
Собор УПЦ КП 21 жовтня 1993 року обрав Патріархом Київським і Всієї України Володимира Романюка.
Після смерті Патріарха Володимира в 1995 році Собор УПЦ КП 22 жовтня 1995 року обрав Патріархом Київським і Всієї України Філарета (Денисенка).

## Західний патріарх
У богословській та іншій науковій літературі періоду раннього Нового часу титул «Патріарха Заходу» (лат. Patriarcha Occidentis; грец. Πατριάρχης τῆς Δύσεως) в основному використовувався як позначення юрисдикції єпископа Риму над римо-католицькою церквою в захід. З 1863 по 2005 рік титул «Західний патріарх» був доданий до списку папських титулів в «Annuario Pontificio», який у 1885 році став напівофіційним виданням Святого Престолу. Це було зроблено без історичного прецеденту або богословського обґрунтування: церковна посада як така не існувала, за винятком випадків як трюїзм: Римський патріарх для римо-католицької церкви був єдиним патріархом і єдиним апостольським престолом на «заході».
Назва не була включена в Annuario 2006 року. 22 березня 2006 р. Папська рада з пропаганди християнської єдності запропонувала пояснення рішення про видалення назви. У ній зазначалося, що титул «Патріарх Заходу» став «застарілим і практично непридатним для використання», коли термін «Захід» включає Австралію, Нову Зеландію та Північну Америку, крім Західної Європи, і що «безглуздо наполягати на його збереженні» враховуючи, що з часу Другого Ватиканського собору римо-католицька церква, для якої «Захід» є еквівалентом, була організована як ряд єпископських конференцій та їх міжнародних груп.
Хоча формулювання «Патріарх Заходу» більше не використовується, Папа в цій ролі видає Кодекс канонічного права для римо-католицької церкви. Під час Синоду єпископів на Близькому Сході в 2009 році Папа Римський Бенедикт XVI виступив як патріарх римо-католицької церкви разом з іншими патріархами, але без латинського патріарха Єрусалиму, хоча він був присутній на тому самому синоді.